# Stipa caucasica
Stipa caucasica là một loài thực vật có hoa trong họ Hòa thảo. Loài này được Schmalh. miêu tả khoa học đầu tiên năm 1892.